# 小行星25430
小行星25430（25430 Ericlarson）是一颗绕太阳运转的小行星，为主小行星带小行星。该小行星于1999年11月发现。

## 轨道参数
小行星25430的轨道半长轴为336 295 025 km（2.2479614 UA），离心率为0.175。